# 경기폴리텍고등학교
경기폴리텍고등학교(京畿폴리텍高等學校)는 대한민국 경기도 군포시 산본동에 있는 공립 고등학교이다.

## 학교 연혁
- 1994년 3월 5일 : 산본공업고등학교 개교(10학급인가 중장비 2, 금형 2, 전기 2, 화공 2 계 8학급)
- 1997년 2월 5일 : 제1회 졸업식 277명 졸업
- 2002년 3월 1일 : 36학급으로 편성(자동차 7, 금형과 11, 전기과 8, 화공과 10)
- 2002년 10월 25일 : 태권도부 창단식
- 2009년 9월 10일 : 경기도교육청 특성화고등학교 지정 - 금형디자인과
- 2011년 3월 1일 : 경기도교육청 에너지 특성화 고등학교 지정 - 그린 자동차과 (2학급), 신에너지 전기과(2학급), 에너지 응용화학과(2학급), 친환경 건축과(2학급)
- 2015년 10월 20일 : 산학일체형(거점학교형) 도제학교 선정 - 자동차, 금형
- 2019년 3월 1일 : 19학급으로 편성 (자동차금형과 9, 신에너지전기과 3, 에너지응용화학과 2, 화장품과학과 1, 친환경건축과 3, 보건간호과 1)
- 2020년 3월 1일 : 교명변경(산본공업고등학교를 경기폴리텍고등학교로)
- 2021년 9월 1일 : 제10대 최규남 교장 취임
- 2024년 1월 5일 : 제28회 졸업식 45명 졸업(총 졸업생 8,135명)
- 2024년 3월 4일 : 입학식 57명 입학

## 설치 학과
- 보건간호과
- 자동차금형과
- 화장품과학과
- 디자인모터스과
- 신에너지전기과
- 친환경건축과

## 참고 자료
- 경기폴리텍고등학교 - 한국교육학술정보원 학교알리미